# Sidney Lovell Phipson
Sidney Lovell Phipson (* 21. September 1851 Heathfield, East Sussex; † 1. Februar 1929 in Marylebone) war ein britischer Rechtsanwalt und Historiker.
Er war der dritte Sohn von Thomas Barroll Phipson (1812–1865).
1877 wurde er Bachelor des Clare College der University of Cambridge.
Am 9. November 1874 wurde er als Student der Rechtswissenschaft des Inner Temple immatrikuliert.
Am 15. Mai 1878 erhielt er die Zulassung als Rechtsanwaltschaft vor Gericht.
1911 veröffentlichte er Law of evidence.
1924 schrieb er einen Beitrag zu: Jean Paul Marat : his career in England and France before the Revolution.
Seine Buchsammlung wurde ab 17. Juni 1929 bei  Sotheby’s versteigert.